# Haemanthus
Genre
Synonymes
- Leucodesmis Raf.  	 (1838)
- Perihemia Raf. 	 (1838)
- Serena Raf. 	 (1838)
- Diacles Salisb. 		(1866)
- Gyaxis Salisb. 		(1866)
- Melicho Salisb.  		(1866)

Haemanthus est un genre de plantes à fleurs monocotylédones de la famille des Amaryllidaceae et de la sous-famille des Amaryllidoideae, qui comprend 22 espèces connues, originaires d'Afrique du Sud, du Botswana, de la Namibie, du Lesotho et du Swaziland. Ce genre est très proche dans la tribu Haemantheae  du genre Scadoxus.

## Liste d'espèces
Selon World Checklist of Selected Plant Families (WCSP) (8 juillet 2017) :
- Haemanthus albiflos Jacq. (1797)

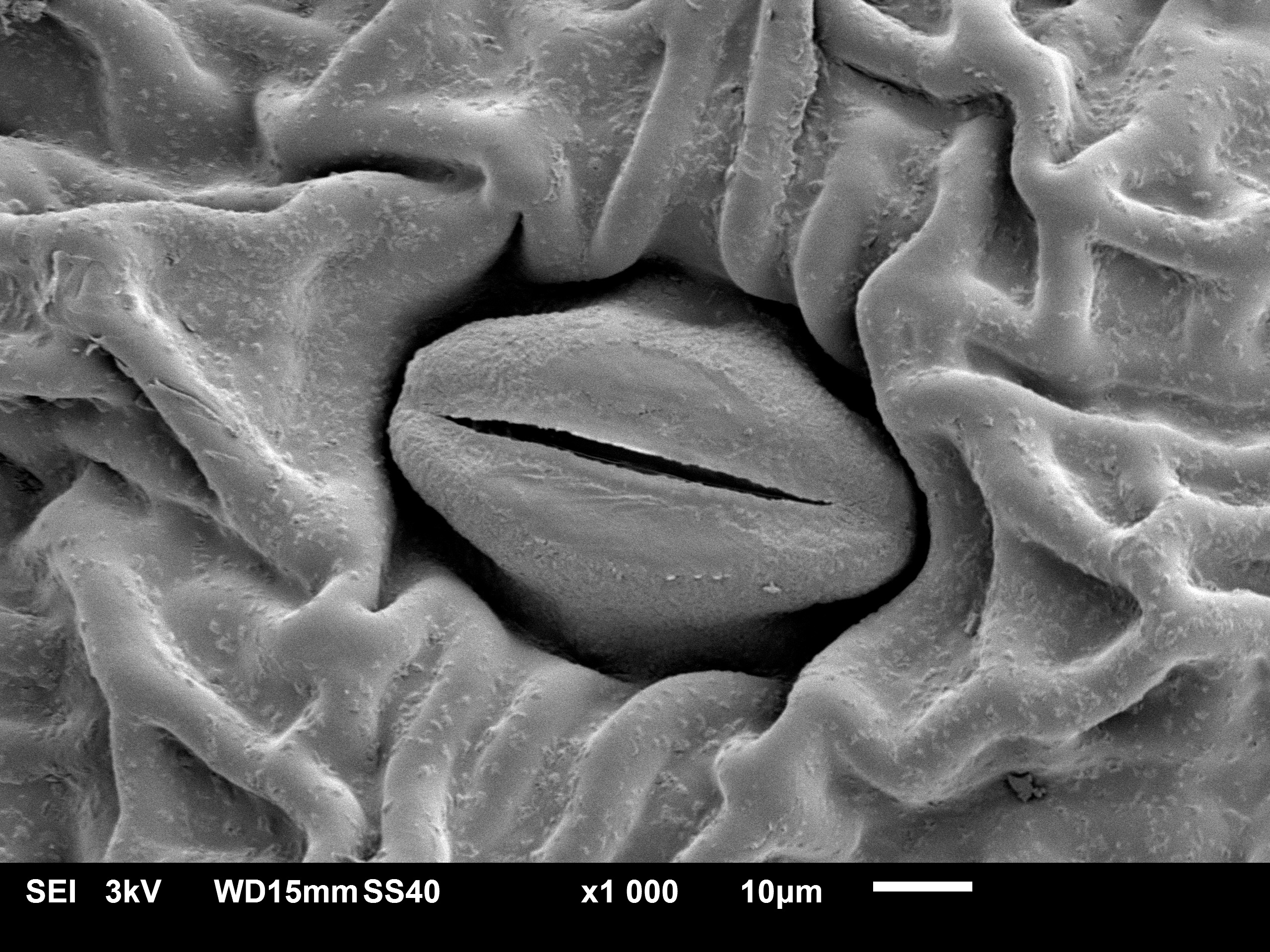
Un stomate d'un Haemanthus albiflos.

- Haemanthus amarylloides Jacq. (1804)
- Haemanthus avasmontanus Dinter (1923)
- Haemanthus barkerae Snijman (1981)
- Haemanthus canaliculatus Levyns (1966)
- Haemanthus carneus Ker Gawl. (1821)
- Haemanthus coccineus L. (1753)
- Haemanthus crispus Snijman (1981)
- Haemanthus dasyphyllus Snijman (1984)
- Haemanthus deformis Hook.f. (1871)
- Haemanthus graniticus Snijman (1984)
- Haemanthus humilis Jacq. (1804)
- Haemanthus lanceifolius Jacq.  (1797)
- Haemanthus montanus Baker (1896)
- Haemanthus namaquensis R.A.Dyer (1940)
- Haemanthus nortieri Isaac (1937)
- Haemanthus pauculifolius Snijman & A.E.van Wyk (1993)
- Haemanthus pubescens L.f. (1782)
- Haemanthus pumilio Jacq. (1797)
- Haemanthus sanguineus Jacq. (1804)
- Haemanthus tristis Snijman (1984)
- Haemanthus unifoliatus Snijman (1984)